# Museu de História Natural Louis Jacques Brunet

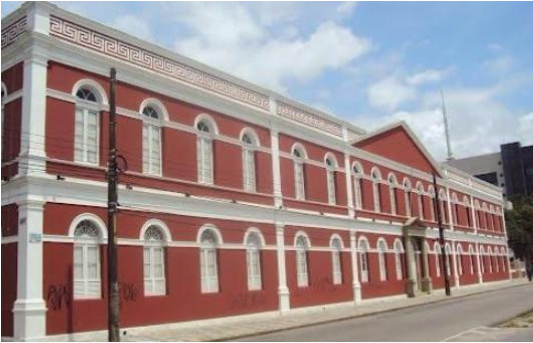
Prédio da EREM Ginásio Pernambucano Aurora, em cujas dependências se encontra o Museu.

O Museu de História Natural Louis Jacques Brunet é um museu escolar, da segunda metade do século XIX. Leva o nome de seu fundador, um médico naturalista francês, o qual lecionou na segunda turma de Ciências Naturais do Ginásio Pernambucano e foi responsável pela formação das primeiras coleções do museu. A escola teve duas datas importantes, a de sua fundação, em 1825, conhecida como Liceu Provincial de Pernambuco e a segunda em 1855 quando veio a chamar-se Ginásio Pernambucano, construído na rua Aurora. O funcionamento atual do Museu ocorre no primeiro pavimento da EREM (Escola de Referência em Ensino Médio) do Ginásio Pernambucano, no bairro de Santo Amaro, em Recife, Pernambuco. No Ginásio estudaram personalidades e figuras proeminentes do Brasil, como a escritora Clarice Lispector, o escritor Ariano Suassuna, o teatrólogo Valdemar de Oliveira, o empresário Assis Chateaubriand, o cientista Josué de Castro e Epitácio Pessoa, ex-Presidente da República (1919-1922). O projeto inicial do Ginásio Pernambucano foi alterado, sendo construído inicialmente apenas um pavimento. Posteriormente, foi erguido um pavimento superior. Mesmo assim o Ginásio da rua Aurora está entre os prédios mais majestosos da cidade, sendo o mais antigo colégio do país em atividade. Está sob a salvaguarda do Instituto do Patrimônio Histórico e Artístico Nacional – IPHAN, com tombamento inscrito em 1984; atualmente, o museu funciona no primeiro pavimento do prédio, sob a responsabilidade direta da Secretaria de Educação de Pernambuco - SEDUC-PE, da Fundação do Patrimônio Histórico e Artístico de Pernambuco - Fundarpe e do IPHAN.
O Museu abriga coleções as mais variadas de réplicas de Botânica, Zoologia, espécimes de animais taxidermizados, Malacologia, Arqueologia, Mineralogia, Geologia, Paleontologia, Micologia e Numismática, um acervo que conta com mais de 4000 objetos. Tem por missão "Ser referência como Museu de História Natural, em um espaço pedagógico singular, tendo a missão educativa de servir à comunidade escolar, acadêmica e à sociedade em geral".

Há um hiato de informações específicas sobre o perfil de direção do museu entre fins do do século XIX e primeira metade do século XX, porém cita-se o arqueólogo Gaston Laroche como diretor entre fins da década de 1960 a aproximadamente 1978, e posteriormente o taxidermista Leopoldo de Melo.

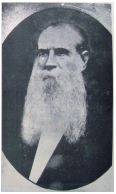
Louis Jacques Brunet.

## História
O Museu encontra-se atualmente nas dependências do Ginásio Pernambucano da Rua Aurora, antigo Liceu Provincial. O antigo Liceu foi fundado em 1825 e inaugurado em 9 de fevereiro de 1826; nele, funcionou numa das dependências o Convento do Carmo. O Ginásio funcionou durante anos em regime de internato, com honras de melhor Instituto Secundário do Nordeste.

#### Brunet
Por volta de 1852 chega ao Recife o naturalista e médico francês Louis Jacques Brunet, com o objetivo de estudar fauna e flora locais. Passa também pela Paraíba e Rio Grande do Norte, e mais tarde ainda pelo Norte do país, coletando amostras nativas de espécimes. “O gosto, ou antes a voluptuosa paixão pelas explorações do gênero científico a que se dedicou, foi nele de uma revelação precoce: porque, ainda menino de escola, diz Pedro Celso, todo o dinheiro que pegava gastava-o imediatamente na compra de bichos para empalhar, chegando por vezes, ele que era de um natural tímido, a portar-se mal na escola só para que o botassem na cafúa, e aí pudesse entregar-se à vontade à sua ocupação predileta.” Em 1855, na transição do prédio de Liceu a Ginásio, Brunet é nomeado professor de Sciencias Naturaes, além de encarregado de criar a coleção de História Natural do Museu. Nos anos seguintes realiza expedições pelo Norte e Nordeste do País, com o apoio do Governo Provincial, para o aumento do acervo e posteriores estudos sobre os espécimes coletados. Também pôde enriquecer o acervo do Museu recebendo ofertas que solicitava de partes várias do Brasil, incluindo uma coleção de minerais mandada pelo então Presidente da Província de Minas Gerais, José Bento da Cunha Figueiredo
“Louis Jacques Brunet, o francês e médico naturalista da cidade de Moulins, quando aportou no Brasil em 1852, não era nenhum desconhecido na França, sua intenção inicial seria explorar a flora e a fauna dos países da América do Norte. Era uma viagem que pretendia fazer com um amigo a qual lhe custaria uma fortuna”.

## Acervo

### Botânica
A coleção de réplicas de botânica do Museu Louis Jacques Brunet, pertenceu à coleção Les fil’s D’Émile Deyrolle e desempenhava o papel de objetos de ensino escolares e acadêmicos do século XIX , sendo hoje parte da do acervo desse espaço. Conhecidas como "coleções didáticas", as réplicas de plantas eram utilizadas no ensino da disciplina de Ciências e representaram uma novidade para o ensino, à época. Além de serem fidedignas à representação a que se propunham, havia a possibilidade de serem manuseadas pelos estudantes. Alguns exemplares são datados de 1928, em gesso ou papel maché. A coleção de Botânica do museu Louis Jacques Brunet, com 18 exemplares, possui além das réplicas de plantas (flores e caules e folhas), exsicatas, réplicas de frutas, e uma coleção de micologia.

#### Micologia

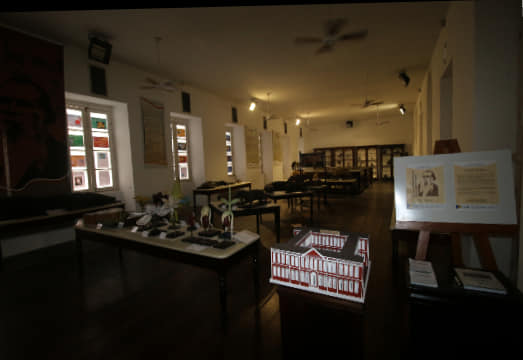
Sala de exposição fixa do Museu. Autor: Manoel Neto, 2020.

A coleção de fungos que faz parte da Coleção de Botânica exibe uma variedade de espécies, contendo desde réplicas de fungos comestíveis a réplicas de fungos venenosos. Estão representados fungos dos filos Ascomycota, Basidiomycota e Mucoromycota. Atualmente o museu expõe mais de 20 exemplares.

### Coleção de cnidários
Os cnidários constituem um filo antigo dentre os metazoários, alcançando mais de 700 milhões de anos. Estão espalhados por todos habitats marinhos e há também alguns em água doce. São em mais de 20 exemplares em exposição, entre medusas, corais e gorgônias.

### Moluscos
Constituem a classe animal mais numerosa do planeta terra, pois reúne cerca de 750 mil espécies conhecidas; além disso, mantêm profundas relações sociais com o homem e outros animais. O museu conta com mais de 60 exemplares em exposição.

### Taxidermia
A taxidermia é responsável por dar forma à pele e reconstruir a aparência de um espécime atribuindo a ele uma aparência in natura. São mais de 70 animais taxidermizados em exposição.

### Arqueologia
O acervo arqueológico do Museu é composto por diversas categorias de objetos divididos em Arqueologia Pré-histórica, referente a objetos relacionados aos antigos grupos indígenas brasileiros e Arqueologia Histórica. São vasilhas de cerâmica, adornos em pedra e lâminas de machado e bastões em pedra.

### Entomologia
Os insetos constituem a classe animal mais numerosa do planeta terra, pois reúne cerca de 750 mil espécimes conhecidos, além disso mantém profundas relações sociais com o ser humanos e outros animais. Na coleção de caixas entomológicas do museu há desde escaravelhos a libélulas.

### Geologia
A Geologia está representada no Museu por um acervo que compreende itens divididos nas subáreas Petrografia, Mineralogia e Paleontologia.

### Coleção de herpetologia fixada por via úmida

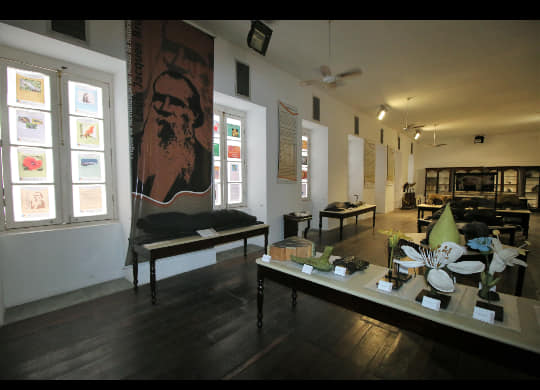
Sala de exposição fixa do Museu. Autor: Manoel Neto, 2020.

A fixação ou preparação permite que um determinado material zoológico seja guardado salvo de deterioração, conservando ao máximo as características necessárias para seu estudo. No museu, são mais de 10 exemplares na exposição fixa de herpetologia.